# MMORPG

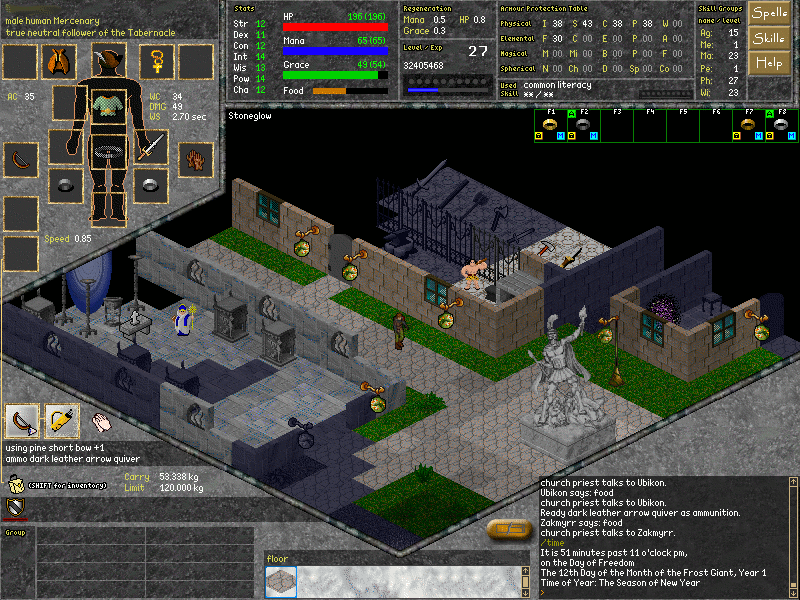
Det fria MMORPG:et Daimonin.

Massively multiplayer online role-playing game (MMORPG) är en genre av datorrollspel där ett stort antal spelare interagerar med varandra i en virtuell värld. Termen myntades 1997 av Richard Garriott, vars spel Ultima Online ofta nämns som den titel som populariserade genren.
Spelaren intar rollen som en fiktiv rollfigur, ofta i en värld präglad av genren fantasy, och tar kontroll över denna figurs handlingar. MMORPG:er skiljer sig från spel med bara en spelare eller spel där endast en grupp personer spelar tillsammans, framför allt genom att det erbjuder en spelvärld som fortfarande existerar och utvecklas även efter det att användaren har loggat ut. Denna värld underhålls oftast av företaget som skapat spelet.
Spel av typen MMORPG är mycket populära i världen. Intäkterna för MMORPG-spel i hela världen översteg en halv miljard dollar 2005, och intäkterna i västvärlden översteg en miljard dollar år 2006. Under 2007 och 2008 ökade virtuella varor stort; efter den mer traditionella modellen att betala för ett abonnemang är virtuella varor den näst största inkomstkällan.

## Grundförutsättningar
Det moderna MMORPG:et är i allt väsentligt en vidareutveckling av multianvändarmiljöer (MUD). Först med att ge en MUD ett grafiskt gränssnitt var Neverwinter Nights (1991–1997) hos internetleverantören America Online (AOL). Neverwinter Nights finansierades med en avgift om 6 dollar per timme. Club Caribe (1988) var en tidigare grafisk representation men var inte något egentligt rollspel (RPG).
Det första moderna MMORPG:et blev Meridian 59 (1996). Meridian 59 släpptes av en stor distributör, hade 3D-grafik och var bland de första spelen att finansieras med en månadstaxa. Ultima Online (1997) blev det spel som definierade den tidiga genren och med spelen Everquest och Lineage fick genren sitt stora kommersiella genombrott. Noterbart är att en utveckling parallell med den i USA och Europa skedde ungefär samtidigt i Sydkorea. Ett mångfaldigande av utbudet följde och under 2004 släpptes World of Warcraft som dels attraherade en mångdubbelt större publik än vad genren tidigare haft, och dels uppnådde en enorm dominans av utbudet.
MMORPG, som är ett specialfall av massiva onlinespel (MMOG), innehåller en spelupplevelse som på många sätt påminner om den i enspelarspel till persondatorer eller spelkonsol]er, med skillnaden att allt spelande försiggår med en aktiv uppkoppling till en server som spelutgivaren eller spelkonstruktören tillhandahåller. Spelarens rollfigur sparas inte på den egna datorns hårddisk utan hos operatören. Allt i spelet händer i en virtuell verklighet som delas av alla användare, även om operatören av flera skäl oftast väljer att driva ett antal parallella sådana världar (kallade servrar, realms eller shards).
Många massiva onlinespel grundas idag på rollspelsgenren, även om försök att skapa MMOG:er utifrån bland annat realtidsstrategi har gjorts (så kallade MMORTS). Spelarens rollfigur (avatar) börjar vanligtvis som en oerfaren och svag aktör utan större tillgångar, och genom att lösa uppdrag och besegra fiender växer figurens förmågor och egendomar. En viktig del av spelupplevelsen är att utveckla avataren, då spelaren får en koppling till den genom den tid denne lägger ned och de val den gör. Detta kan lätt åskådliggöras genom att se på den avsevärda skillnaden mellan att berätta om ett MMORPG och låta någon få testa spelet, skapa en egen avatar och börja utveckla denna. 
Samspelet mellan spelare är centralt i ett MMORPG. Utan en stor krets av bekanta att jobba tillsammans med är stora delar av spelet i allmänhet ouppnåeligt.
Titlar vars innehåll baseras på fantasy eller science fiction dominerar innehållet. Mycket få av spelen saknar våldsinnehåll, även om de flesta erbjuder någon andel fredliga sysselsättningar eller karriärer. När karaktärsavancemanget tonas ned, som i World War II Online och Planetside, tar spelen mindre formen av ett rollspel och mer formen hos en förstapersonsskjutare (FPS), likt Unreal, Quake och Half-Life, fast med ett större antal spelare (se MMOFPS).

### Teknik
Spelet är i allmänhet uppdelat i tre distinkta applikationer:
- Klienten är det program som spelaren installerar på sin dator.
- Simuleringen är den applikation som styr och samordnar händelser under spelets gång.
- Databasen är där speldata lagras och uppdateras.

Klienten, som så gott som undantagslöst är avsedd för PC på grund av att andra medier saknar den kompletta uppsättningen inmatningsmetoder, uppdateras löpande av operatören. Till klientinstallationen hör också en större mängd grafik, animeringsdata och ljud, på samma sätt som för andra spel. Simuleringen delas ofta upp i flera parallellt distribuerade processer. Spelare rör sig mellan de olika simuleringarna antingen med avbrott när en gräns passeras eller helt omärkligt. Svarstiden (latensen) för spelare och den tid som simuleringens uppdateringar tar på serversidan är de tekniskt kritiska parametrarna för spelbarheten. Alla simuleringsbeslut fattas normalt av serverprocessen. Att låta klientapplikationen fatta beslut, utsätter spelet för möjlighet till fusk genom att resultaten kan manipuleras. Många förlopp kan dock förutsägas av klienten och på så sätt ge en snabbare och mer dubbelriktad (responsiv) spelupplevelse. Datalagringen utgörs i allmänhet av en traditionell databas.

## Former av MMORPG
En av genrens viktigaste aspekter handlar om vilka former för samarbete och interaktion som är tillåtna och bäst utvecklade i de olika spelen. Utanför genren finns det spel för endast en spelare, medan det i MMORPG handlar om att utföra utmaningar styrda av spelmekanismer utan att någon annan spelare styr något. Det finns även spel för många spelare där det enda målet är att besegra andra spelare. Inom MMORPG-genren finns båda dessa element, och för att hålla isär de olika delarna har vissa begrepp växt fram. 
- PvE (player versus environment): Detta kan översättas till "spelare mot omvärld" och syftar då på att spelare enskilt eller i samarbete utför utmaningar där motståndaren inte är en annan spelare, utan istället något som är styrt av spelet. Exempelvis samarbetar en grupp spelare för att döda en drake som är styrd av spelet och programmerad att bete sig på vissa sätt. PvE-innehåll hade sin mest dominanta ställning under åren 1999–2003, när Everquest var den dominerande titeln inom MMORPG i USA och Europa. Inom PvE kan spelare vanligtvis inte skada varandra, utan endast skada datorstyrda motståndare.

- PvP (player versus player): Detta kan översättas till "spelare mot spelare". Här handlar det istället om att spelare skadar varandra och utmaningen blir att enskilt eller i grupp besegra andra spelare i strid. Denna spelform har fått varierande utrymme i olika spel. Vissa spel tillåter strid mellan spelare endast efter överenskommelse eller i särskilda områden, andra låter PvP dominera spelupplevelsen. PvP var en betydande del av det tidiga spelet Ultima Online. I Everquest fanns en form av regelfri PvP i början på alla servrar men det trängdes snart helt ut eftersom PvE var mer populärt. Som underkategorier till PvP finns begreppen RvR och GvG:

- - RvR (realm versus realm): Detta kan översättas till "rike mot rike". Inom vissa spel i genren är världen uppdelad i riken och man får bra grafik och välja att skapa sin avatar i ett av dessa. Rikena hålls i varierande grad isolerade från varandra, och istället finns vissa gränsområden där spelare från de olika rikena kan träffas i en PvP-miljö. I RvR ligger fokus på strider mellan rikena och inte mellan de enskilda spelarna. Dark Age of Camelot är ett exempel på ett spel med denna spelstil där målet är storslagna strider med många spelare från de olika rikena.

- - GvG (guild versus guild): Detta kan översättas till "gille mot gille", "klan mot klan" eller "lag mot lag". I de flesta spel i genren finns möjligheten att gå samman i lag. Det är däremot inte så vanligt att dessa kan strida mot varandra i PvP. Guild Wars är ett spel som bygger på denna spelform och introducerade begreppet. Till skillnad från riken i de spel som har dessa är inte klaner isolerade från varandra, utan är organisationer som spelare själva bygger upp och som existerar sida vid sida. Dessa kan sedan välja att samarbeta eller kriga mot varandra.

## Kultur
Många MMORPG-spelare är oerhört hängivna sin hobby och tillbringar ofta uppemot 30 timmar i veckan åt att spela, mer eller mycket mer om deras situation tillåter det. I dessa fall blir ofta dem som spelaren samarbetar med oerhört viktiga i dennes bekantskapskrets. Centralt i de flesta MMORPG:er är klankonstruktionen (från engelska Guild, även alternativt "gille" eller "klubb"), en form av sammanslutning som samarbetar i någon mån och ofta blir bas för bekantskaper som sträcker sig längre än tiden spelarna stannar i ett särskilt spel. Att spelare möts och genom spelet formar varaktiga vänskapsband är inte ovanligt. En stor del av kommunikationen sker också ofta utanför spelet på anslagstavlor eller andra medier.

### Kommunikation och sociala band
Förutom att spelare kan se vad andra spelare gör genom att iaktta dem på skärmen, visas även information i textfönster. Mer avancerade spel kategoriserar denna information och låter användaren dela upp den så att olika typer av information visas i olika fönster, exempelvis stridsinformation i ett fönster och social och systeminformation i ett annat. Kommandon i spelet utförs antingen via meny- eller kommandoknappssystem, eller via direkta textkommandon. Ofta är textkommandon möjliga att tilldela till knappar eller kortkommandon. Den mängd kommandon som är möjliga att utföra via menyer, knappar och kortkommandon är begränsade av skärmens storlek och de inmatningsmedel som står till spelarens förfogande (normalt mus och tangentbord. Det senare begränsar antalet kortkommandon till en delmängd av antalet tangenter, med extra uppsättningar via modifierande tangenter såsom skift- och kontrolltangenter).
Textkommandon begränsas inte av inmatningsmedlet, utan kan anta komplexa former. Av tradition används sedan MUD-eran formen "/kommando parameter". Kommandot "/tell Abalorm Hello" skickar meddelandet "Hello" till spelaren med namnet Abalorm. Meddelandet visas på dennes skärm med en text liknande "Friend tells you, Hello". Många kommandon modifieras av parametrar och har olika betydelse beroende på vilka parametrar som används och ibland även beroende på andra förhållanden. Ofta har spelaren ett mål, en vald person, monster eller föremål, och denna används ofta som standardparameter. "/hail" utfört med en spelledarperson (NPC) eller annan vald spelare kommer att uttrycka en hälsning riktad till denne. Utan valt mål uttrycker kommandot en allmän hälsning till omkringstående spelare.
Många spel har omfattande scriptsystem som tillåter att inte bara sociala meddelanden utan även andra funktioner kan manipuleras. Även användargränssnittet kan på detta sätt förändras. I mer hängivna kretsar är det brukligt att dessutom använda röstkommunikation i realtid genom system utanför spelet; program som Ventrilo, Teamspeak eller Skype kan användas.

#### Emotes
En särskild kategori kommandon är särskilt avsedda för kommunikation mellan spelare, och tillåter djupare och komplexare uttryck än vad ren text tillåter – dessa kommandon går under namnet emotes, en kortform av ett ursprungligt textkommando "/emotion", avsett att låta spelaren uttrycka eller visa känslor eller aktioner som egentligen faller utanför spelets egna parametrar. Exempelvis:
- "/me is overjoyed to see you", vilket visar texten "Friend is overjoyed to see you" i omkringvarandes textfönster.

Många ofta använda uttryck fick tidigt etablerade kortformer, exempelvis:
- "/hail", vilket uttrycker en hälsning.
- "/hug", vilket uttrycker en kram.

Allt eftersom spelen blev mer komplexa och i högre utsträckning animerade, kom emotes att ackompanjeras av särskilda animeringar. Kommandon som "/cry", "/hail", "/dance", "/salute" och "/rude" åtföljs i majoriteten av spelen också av en animering som utförs av den uttryckande rollfiguren. Emotes används av spelare också överfört i ren text, liknande hur emoticons används. Att skriva "/cry" i ett meddelande till en spelbekant är helt accepterat.

### Förhållandet till operatören
Bland ett MMORPG:s spelare finns ofta en onlinekultur även utanför spelet, manifesterad i olika webbplatser (fansajter) och anslagstavlor. Så gott som alla operatörer tillhandahåller dessutom anslagstavlor (forum) för kommunikation till spelarna och där spelare kan diskutera spelet. Spel som Everquest och Anarchy Online genomgick långa perioder där anslagstavlorna – som utgör speltitelns största exponeringsyta mot omvärlden – helt dominerades av angrepp på operatören och dess företrädare. Alla större operatörer har idag anställda vars enda uppgift är att hålla dialogen meningsfull och givande för bägge parter.
Flera titlar har också drabbats av uppmärksammade skandaler, där spelares hängivenhet tagit sig uttryck i skapelser som operatörerna inte tyckt sig vilja ha förknippade med sin titel. Everquest genomgick flera kriser när webbplatser med fan fiction stängdes eller deras skapare stängdes av från spelet i vad som av företaget bakom spelet ansågs vara upphovsrättsintrång från fan fiction-skaparnas sida. Funcom, operatören bakom Anarchy Online, vars utgivning var omvittnat misslyckad, såg sig tvingad att stänga sina forum och rensa alla anslagstavlor.[källa behövs] World of Warcraft hamnade i blåsväder när spelare som skapade "gay-vänliga" klaner varnades.[källa behövs]

## Ekonomi och sociala frågor
Datorspelare är i stor utsträckning en åtråvärd konsumentgrupp, med god ekonomi och gott om tid. Spelarnas stora hängivenhet gör att ett MMORPG är väl placerat för att dra nytta av detta. Målgruppen var under genrens första år i första hand män mellan 20 och 45 år, men många försök att vidga målgruppen har gjorts (precis som för datorspel i övrigt), till exempel spel för yngre spelare och för kvinnor, spel med annat innehåll än strid och spänning.
MMORPG:erna delar i viss mån den särskilda kultur som utvecklats inom FPS-spelen, om än i något mildare form.

### Kostnad
De flesta spel finansieras genom en månadskostnad som spelaren betalar för att få tillgänglighet. Denna spelform kallas inom spelvärlden pay-to-play (P2P) och dessa spel innebär också ofta en initial engångskostnad. Det existerar dock ett flertal MMORPG spel som är gratis att ladda ned och spela, vilka kallas free-to-play (F2P). Dessa spel finansieras genom privata investerare, reklam eller genom att spelaren köper, i spelet värdefulla saker, för verkliga pengar av speltillverkaren.

### Ekonomisk koppling mellan spelvärldar och den verkliga världen
Eftersom spelare värderar sina bedrifter i spelet och dessa bedrifter manifesteras åtminstone delvis i saker som kan byta ägare, kan dessa saker också ges ett monetärt värde utanför spelet. Åtskilliga företag har som enda affärsidé att skapa värden i olika spel och sälja dessa till spelare, något som i så gott som alla spel uttryckligen är förbjudet av operatören.
Att operatörerna så gott som uteslutande motsätter sig handel "utanför spelet" med värden "inne i spelet" har dels praktiska orsaker, dels orsaker som bottnar i juridiska konsekvenser. Operatörernas utgifter för driften av ett spel består i stort sett enbart av kostnaden för bandbredd samt kostnaden för kundstöd. Bandbredden kan bara kontrolleras med tekniska medel, men kostnaden för kundstöd är beroende av mekanismer som kan påverkas med regler. Trycket på kundstödsfunktionen ökar enligt den allmänna uppfattningen bland operatörer avsevärt om man tillåter handelsmekanismer utanför den kontrollerade världen eftersom risken för att spelare blir lurade inte längre kan påverkas av operatören – handel mellan spelare inom spelet är däremot i allmänhet "säker" och helt godkänd och kontrollerad av operatören. 
De juridiska konsekvenserna av att godkänna extern handel med varor och tjänster inne i spelet har sin förklaring i att ett sådant godkännande skulle innebära ett erkännande av det monetära värdet av resurser inne i spelet, skapade och ägda av spelare, vilka det därmed skulle åligga operatören att garantera. Ett driftstopp eller en dataförlust skulle innebära potentiell ekonomisk skada för kunden, och operatören skulle kunna bli ersättningsskyldig. De flesta titlarna förbjuder därför uttryckligen i användarlicensen all sådan handel. Frågan är hittills oprövad i domstol (minst ett fall har gått till domstol men utredningen avbröts).
Eftersom anskaffandet av ny och bättre utrustning till spelarens avatar är ett viktigt mål i många spel, kan också handel medföra att spelarna tvingas konkurrera med professionella aktörer om sådan utrustning. Speciellt när det rör sig om begränsade resurser kan detta leda till kraftigt minskat spelvärde för spelets deltagare.
Värdet av de tillgångar som byter ägare utanför spelen är betydande. Det sammanlagda marknadsvärdet av de virtuella tillgångar som publiken i ett större MMORPG skapar är enormt och valutan är i ekonomiska termer stabilare än många verkliga staters valutor.
Ett fåtal titlar tillåter uttryckligen handel med varor i spelet – störst av dessa är Project Entropia och det sociala There, som bägge tillhandahåller officiella växlingskurser för spelens valuta gentemot verkliga valutor. Noteras bör dock att bägge i första hand avser handel mellan spelare och operatören, och inte mellan spelare och tredjeparter utanför spelet.
En viktig aspekt i värdebyggandet i ett MMORPG är den tid spelaren investerar i sin avatar. Rollfigurens avancemang är i allmänhet beroende av i första hand den tid som spelaren ägnar spelet. Normalt sett krävs flera hundra timmars spelande för att uppnå maximal styrka. I spåren av detta finns även tjänster där företag dels erbjuder sig att spela en avatar för ägarens räkning, dels försäljning av färdiga figurer. 
Uppfattningen från operatörernas sida är i allmänhet att en mycket stor andel supportärenden härrör från säkerhetsintrång och handel med varor. Säkerhetsintrången i sin tur beror, i stort sett uteslutande, på att spelare gett varandra tillgång till sina konton, men de betydande värden som rollfigurerna och deras ägodelar representerar gör också MMO-spelare till måltavlor för datorvirus och bedrägerier i syfte att stjäla dessa tillgångar.

## Titlar
| Titel                    | Marknadsandel |
| ------------------------ | ------------- |
| World of Warcraft        | 62,2 %        |
| Runescape                | 7,5 %         |
| Lineage                  | 6,6 %         |
| Lineage II               | 6,3 %         |
| Final fantasy XI         | 3,1 %         |
| Dofus                    | 2,8 %         |
| EVE online               | 1,5 %         |
| Everquest II             | 1,2 %         |
| Everquest                | 1,1 %         |
| Lord of the Rings Online | 0,9 %         |
| City of Heroes/Villains  | 0,8 %         |
| Tibia                    | 0,6 %         |
| Övriga, totalt           | 5,4 %         |
| Uppdaterad april 2008    |               |

Några av de mer bemärkta titlarna inkluderar:
- A Tale in the Desert (historisk miljö (Egypten), saknar stridsmoment och bygger på gemensamt arbete)
- Age of Conan: Hyborian Adventures
- Anarchy Online (SF)
- Asheron's Call (fantasy, PvP betydande men inte primärt)
- CABAL Online (free-to-play)
- City of Heroes (superhjältetema, ursprungligen strikt PvE, expansion med RvR)
- Combats (fantasy, uteslutande PvP, helt gratis)
- ConquerOnline (fantasy, bygger på kinesisk mytologi och miljö, lvl- PVP-baserat, F2P)
- Dark Age of Camelot (fantasy, PvE/RvR)
- Dofus (fantasy, mangainspirerad grafik, turbaserade strider)
- EVE Online (SF, stor tonvikt på PvP)
- Everquest och Everquest II (fantasy, PvE, separata servrar med PvP/RvR-regler)
- Final Fantasy XI (fantasy, det första MMORPG:et där spelare använder PC och konsol för samma spel)[10]
- Flyff (fantasy)
- Guild Wars och Guild Wars 2 (fantasy, ingen månadsavgift)
- King of Kings 3 (Best RvR, PvE and PvP)
- Last Chaos (fantasy)
- Lineage: Bloodpledge (fantasy, PvP är en viktig komponent)
- Maplestory (fantasy, strikt PvE)
- Metin 2 (fantasy, ett av få spel som är helt gratis att ladda ned och utan månadskostnad)
- Perfect world (fantasy, är baserat på kinesisk mytologi och har en shopingmall där man kan köpa saker för riktiga pengar. Det är gratis att ladda ned och utan månadskostnad. PvP, PvE, GvG)
- Project Entropia (SF, svenskutvecklat och med unik affärsmodell baserad på valuta som kan handlas utanför spelet)
- Runescape (fantasy, webbaserat spel utvecklat i Java, PvE och PvP, både gratis och månadsavgift, det är även världens mest spelade online mmorpg)
- RIFT (fantasy, med PvP, PvE. Månatlig avgift.)
- Shaiya (fantasy)
- Star Wars Galaxies (*nerstängt*)
- Star Wars: The Old Republic (SF, utspelar sig 3000 år innan SW-filmerna)
- Tibia (fantasy, med PvP, PvE, PvB och GvG, online sedan 1997)
- The Lord of the Rings Online (fantasy, baserat på Tolkiens litterära verk)
- The Realm (fantasy, släpptes redan 1996 i beta, och är aktiv fortfarande idag)
- The Sims Online (nutida värld, online-variant av The Sims, saknar stridsmoment)
- Toon-Town Online (baserat på tecknade humoristiska figurer, saknar stridsmoment även om detta bytts mot exempelvis "pajkastning")
- Ultima Online (fantasy, PvP är en viktig komponent)
- Vanguard: Saga of Heroes (fantasy)
- Warhammer Online: Age of Reckoning (fantasy, baserat på fanasy världen från figurspelet Warhammer Fantasy Battles.RvR spelar stor roll i WAR, men PvE finns också att tillgå)
- World of Warcraft (fantasy, baserat på RTS-spelen i Warcraft-serien, PvE och PvP, är (2007) världens i särklass mest spelade onlinerollspel)
- Wurm Online (fantasysimulator, gratis att ladda ned men med en frivillig månadsavgift på 5 euro för att låsa upp vissa funktioner.)

Det första spel som vidareutvecklade MUD till en grafiskt representerad virtuell verklighet var Meridian 59. Genren fick sitt kommersiella genombrott med Ultima Online 1997. Det största spelet idag är World of Warcraft (11 miljoner spelare världen över), följt av Lineage: Bloodpledge/Lineage II med uppskattningsvis 4 miljoner spelare, de flesta sydkoreaner. Lineage grundar dock sin affärsmodell på Sydkoreas speciella kultur vad beträffar internetkaféer (PC bangs), och de flera miljonerna abonnenter motsvarar inte lika många månatligt betalande prenumeranter. Under det första året World of Warcraft fanns på marknaden kom det att etablera en sådan dominans att det har diskuterats om Blizzards ställning är skadlig för branschen som helhet.
Spelen bygger så gott som uteslutande på en abonnemangsmodell, där spelare ansluter sig och betalar en månatlig avgift. Inträdesavgiften varierar från att vara obefintlig till att vara i nivå med handelns pris för premiumtitlar. Omsättningen för en framgångsrik titel ligger gott och väl i nivå med en framgångsrik film.
Flera titlar saknar idag månadsavgift, antingen som del av den grundläggande affärsmodellen eller i avsikt att locka spelare i spelets senare skede. Guild wars är gratis att spela. RuneScape är gratis att spela men erbjuder även betalversion som tillåter spelaren att nå andra områden av spelet. Denna metod (skapa intresse för att sedan kräva betalning för att få ut mer av spelet) har visat sig vara en effektiv metod och spelet växer stadigt. Anarchy online saknar månadsavgift för grundspelet (vill man få tillgång till expansioner krävs månadsavgift). Project entropia har en affärsmodell som baseras på att spelarna betalar för saker i spelet istället för att få spela.
Omkring 200 titlar finns att tillgå antingen på marknaden eller i de senare stadierna av utveckling. Ett tjugotal är ekonomiskt lyckade och har avsevärt fler spelare än vad som krävs för lönsamhet. Beroende på månadsavgiftens storlek, titelns storlek och dess omkostnader, ligger det antal abonnenter som krävs oftast mellan 10 000 och 50 000.

### Marknadsandelar
| Genre                           | Marknadsandel |
| ------------------------------- | ------------- |
| Fantasy                         | 94,2 %        |
| Science fiction/superhjältetema | 3,7 %         |
| Action/stridssimulering         | 0,2 %         |
| Sociala/övriga                  | 1,9 %         |
| Uppdaterad april 2008           |               |

Marknadsandelar är svåra att uppskatta eftersom de flesta utgivare anser att informationen är alltför känslig. Ett inlägg på ett message board 2002 spreds i större kretsar och blev, omarbetat och uppdaterat, utgångspunkt för de oftast använda och citerade siffrorna; numera publiceras uppskattningarna på en egen webbsida och uppdateras när nya data finns tillgängliga.
I april 2008 såg marknadsandelarna (abonnemang) enligt dessa inofficiella uppskattningar ut enligt tabellerna här intill; andel per titel inom MMORPG respektive andel av MMO-marknaden för olika genrer. Notera att andelarna i stort sett (men inte helt) bortser från spel utan avgifter, och i allmänhet inte tar upp titlar där någorlunda tillförlitliga data saknas (se källor). Av de spel som saknas i listan torde Guild Wars vara det enda som är stort nog att vara att räkna med.

### World of Warcrafts påverkan på MMORPG-scenen
World of Warcrafts (WoW) oerhörda framgång är ett resultat av många faktorer, men det har beskrivits som starkare kopplat till företagets förmåga att förfina tidigare spelidéer inom genren än till införandet av oprövade och därmed riskfyllda sådana. Spelets utvecklare Blizzard Entertainment har expanderat marknaden för MMORPG och ändrat möjligheterna för andra inom genren att utveckla spel. Eftersom så många potentiella kunder kommer från World of Warcraft måste alla företag som utvecklar fantasy-MMORPG förhålla sig till spelet och använda det språk och de begrepp som används där.[källa behövs] Eftersom ribban ständigt höjs när det gäller förväntad kvalitet av nya spel inom genren blir varje nytt spel ett dyrt projekt. För att minimera riskerna vågar sällan budgettyngda spelprojekt pröva nya idéer. Därför finns det ett stort antal spel med identiska spelmekanismer; dessa spel kallas idag ofta WoW-kloner, men kunde tidigare likväl kallas Everquest- eller Lineage-kloner, eller till och med kopplats till ännu tidigare spel då vissa spelmekanismer hängt med sedan genren föddes. 
Den tekniska utvecklingen och utbredningen av snabbare internetanslutningar har varit förutsättningar till införandet av många nya spelidéer och förfining av befintliga spelmekanismer. En annan förutsättning är att antalet kunder är så stort att nya spelprojekt har utrymme för att pröva nya och annorlunda lösningar. Med ett växande antal kunder inom genren växer även antalet som tröttnar på det gamla vanliga och söker sig till alternativa spel. På så sätt ger World of Warcraft möjligheten till företag att utveckla spel som presenterar alternativ till de vanliga spelmekanismerna, även kallade anti-WoW-spel. 
Om WoW-kloner och anti-WoW-spel ses som ytterligheterna i genrens marknad fås en tydligare bild av vad de spel som idag utvecklas placerar sig. Spelprojektens prioriteringar och risktagande lutar antingen mer åt trygga standardlösningar eller riskfyllda nya spelmekanismer. De tydligaste anti-WoW-spelen kan här tänkas vara små projekt med tunn budget som inte behöver många kunder för att lyckas.

## Karaktärsutveckling och föremålssamlande
Den ursprungliga idén bakom Everquest byggde på ett grundkoncept omkring character advancement and item acquisition ("karaktärsutveckling och anskaffande av föremål"). I de allra flesta MMORPG:erna förblir detta spelets grundkoncept. Genom att samla föremål och successivt förbättra rollfigurens förmågor rör sig spelaren mot allt högre mål i spelet. Något egentligt slutmål har i allmänhet inte MMOG:er (ett undantag utgör exempelvis A Tale in the Desert). I den mån spelen har slutbossar ersätts dessa efter hand ofta av allt svårare motståndare, genom att spelet tillförs innehåll i uppdateringar från operatören i form av expansionspaket.
Sätten att förbättra rollfiguren varierar men i allmänhet finns ett nivåkoncept, där figuren når högre nivåer genom att besegra fiender och utföra uppdrag (liksom i andra typer av rollspel). Att genom övning (oftast genom upprepning, snarare än genom faktisk inlärning eller färdighet från spelarens sida) kan färdigheter förbättras, och genom att konsekvent utföra vissa uppdrag kan rollfiguren komma åt innehåll som är förbehållet spelare med viss status. Exakt vilka bedrifter som styr detta varierar; vanliga konstruktioner är att besegra andra spelare eller utföra tillräckligt många uppdrag åt en särskild grupp av spelledarpersoner.